# Gianna Michaels
Gianna Michaels (ur. 6 czerwca 1983 w Seattle) – amerykańska aktorka pornograficzna.

## Życiorys

### Wczesne lata
Urodziła się w Seattle w stanie Washington. Jej matka była pochodzenia hiszpańskiego. Miała dwie siostry i jednego brata. Pracowała w restauracji Dicka w Seattle, gdzie sprzedawała hamburgery. W 2001 roku związała się z mężczyzną, który pochodził z południowej Kalifornii, gdzie przeniosła się i dostała pracę jako recepcjonistka biura. Wkrótce została zaproszona do sesji zdjęciowej jako modelka.

### Kariera
W 2004 roku, w wieku 21 lat rozpoczęła pracę w branży porno, także jako „Becky” i „Gianna Rossi”. Rok później była nominowana do dziesiątej edycji nagrody Cyberspace Adult Video Review (CAVR) w kategorii Gwiazdka Roku.
Występowała w produkcjach amatorskich, scenach gonzo, prezentowanych na wideo, DVD i na stronach internetowych Ox Ideas (Bangbus lub BangBros.com) oraz własnej osobistej stronie internetowej.
W 2007 była nominowana do AVN Award w kategorii „Najlepsza scena seksu oralnego” w Boob Bangers 2 (2005) z Mandingo.
W 2009 otrzymała cztery nominacje do AVN Award w kategoriach: „Najlepsza wykonawczyni”, „Najlepsza złośnica” w Nice Rack 16 (2008), „Najlepsza scena seksu oralnego” w Praise the Load (2008) oraz „Najlepsza scena seksu w parze” w Oil Overload 1 (2008) z Markiem Ashleyem.
W styczniu 2012 zwyciężyła w rankingu „Aktorki porno z naturalnymi balonami” (Actrices Porno con Pechos Naturales), ogłoszonym przez hiszpański portal 20minutos.es.
Jej filmografia obejmuje ponad 530 filmów, za które zdobyła wiele nagród, w tym za występ w Fashionistas Safado: The Challenge (2006): AVN Award za najlepszą scenę seksu grupowego – wideo, Ninfa za najoryginalniejszą sekwencję seksu oraz XRCO Award za najlepszą ekranową chemię.
W listopadzie 2012 w Nowym Jorku była gościem konwentu Exxxotica.

## Filmografia
| Rok  | Tytuł                               | Rola                       | Reżyser         |
| ---- | ----------------------------------- | -------------------------- | --------------- |
| 2008 | Porno Unplugged (film dokumentalny) | w roli samej siebie        | Fabian Burstein |
| 2010 | Pirania 3D                          | dziewczyna na parasailingu | Alexandre Aja   |

## Nagrody
| Rok   | Nagroda        | Kategoria                                      | Film                                      | Inni wykonawcy | Rezultat  |
| ----- | -------------- | ---------------------------------------------- | ----------------------------------------- | --- | --------- |
| 2007  | AVN Award      | Najlepsza scena seksu grupowego – wideo        | Fashionistas Safado: The Challenge (2005) | Belladonna, Melissa Lauren, Jenna Haze, Rocco Siffredi, Sandra Romain, Adrianna Nicole, Flower Tucci, Sasha Grey, Nicole Sheridan, Marie Luv, Caroline Pierce, Lea Baren, Jewell Marceau, Jean Val Jean, Christian XXX, Chris Charming, Voodoo, Erik Everhard, Mr. Pete, Nici Sterling | Wygrana   |
| 2007  | Ninfa          | Najoryginalniejsza sekwencja seksu             | Fashionistas Safado: The Challenge (2005) | Melissa Lauren, Belladonna, Jenna Haze, Rocco Siffredi, Sandra Romain, Jean Val Jean | Wygrana   |
| 2007  | XRCO Award     | Najlepsza ekranowa chemia                      | Fashionistas Safado: The Challenge (2005) | Melissa Lauren i Rocco Siffredi | Wygrana   |
| 2008  | AVN Award      | Nowa gwiazdka roku                             | –                                         | – | Wygrana   |
| 2008  | AVN Award      | Najlepsza scena seksu w produkcji zagranicznej | Furious Fuckers Final Race (2007)         | Annette Schwarz, Kelly Stafford, Marsha Lord, Poppy Morgan, Sarah James, Vanessa Hill, Jazz Duro, Joachim Kessef, Kid Jamaica i Omar Galanti | Wygrana   |
| 2008  | AVN Award      | Najlepsza realizacja tylko dziewczyn           | G for Gianna (2007)                       | – | Wygrana   |
| 2008  | Urban X Award  | Najlepsza międzyrasowa gwiazda                 | –                                         | – | Nominacja |
| 2009  | AVN Award      | Najlepsza złośnica                             | Nice Rack 16 (2008)                       | – | Nominacja |
| 2009  | AVN Award      | Najlepsza scena seksu oralnego –               | Praise the Load 1 (2008),                 | 3 chłopaków, Mark Zane, Arnold Schwartzenpecker i Mike Hash | Nominacja |
| 2009  | AVN Award      | Najlepsza scena seksu w parze                  | Oil Overload 1 (2008)                     | Mark Ashley | Nominacja |
| 2011  | CAVR           | Nagroda honorowa                               | –                                         | – | Wygrana   |
| 2013: | The Fannys     | Wykonawczyni roku                              | –                                         | – | Wygrana   |
| 2018  | Urban X Awards | Urban X Awards Hall of Fame                    | –                                         | – | Wygrana   |
| 2020  | AVN Award      | AVN Hall of Fame                               | –                                         | – | Wygrana   |